# Tom Hovasse
Thomas Wayne Hovasse, detto Tom (Durango, 31 gennaio 1967), è un ex cestista e allenatore di pallacanestro statunitense, professionista nella NBA e in Giappone.